# Staatsstraße 7 (Finnland)
Die finnische Staatsstraße 7 (finnisch Valtatie 7, schwedisch Riksväg 7) führt von dem Platz Erottaja (schwedisch Skillnaden) in der Hauptstadt Helsinki in östlicher Richtung etwa parallel zum Nordufer des Finnischen Meerbusens zur Grenze der Russischen Föderation, die sie bei Virolahti überquert. Die Straße ist 189 Kilometer lang und bildet einen Teilabschnitt der Europastraße 18, die weiter als A181 (Russland) (bis 2010 Teil der M10 (Russland)) nach Sankt Petersburg führt. Die Straße ist von Helsinki bis Hamina autobahnmäßig ausgebaut.

## Streckenverlauf
Die Staatsstraße 7 berührt die Orte Vantaa, Porvoo (schwed.: Borgå), Loviisa (schwed.: Lovisa), Kotka und Hamina.

## Weblinks

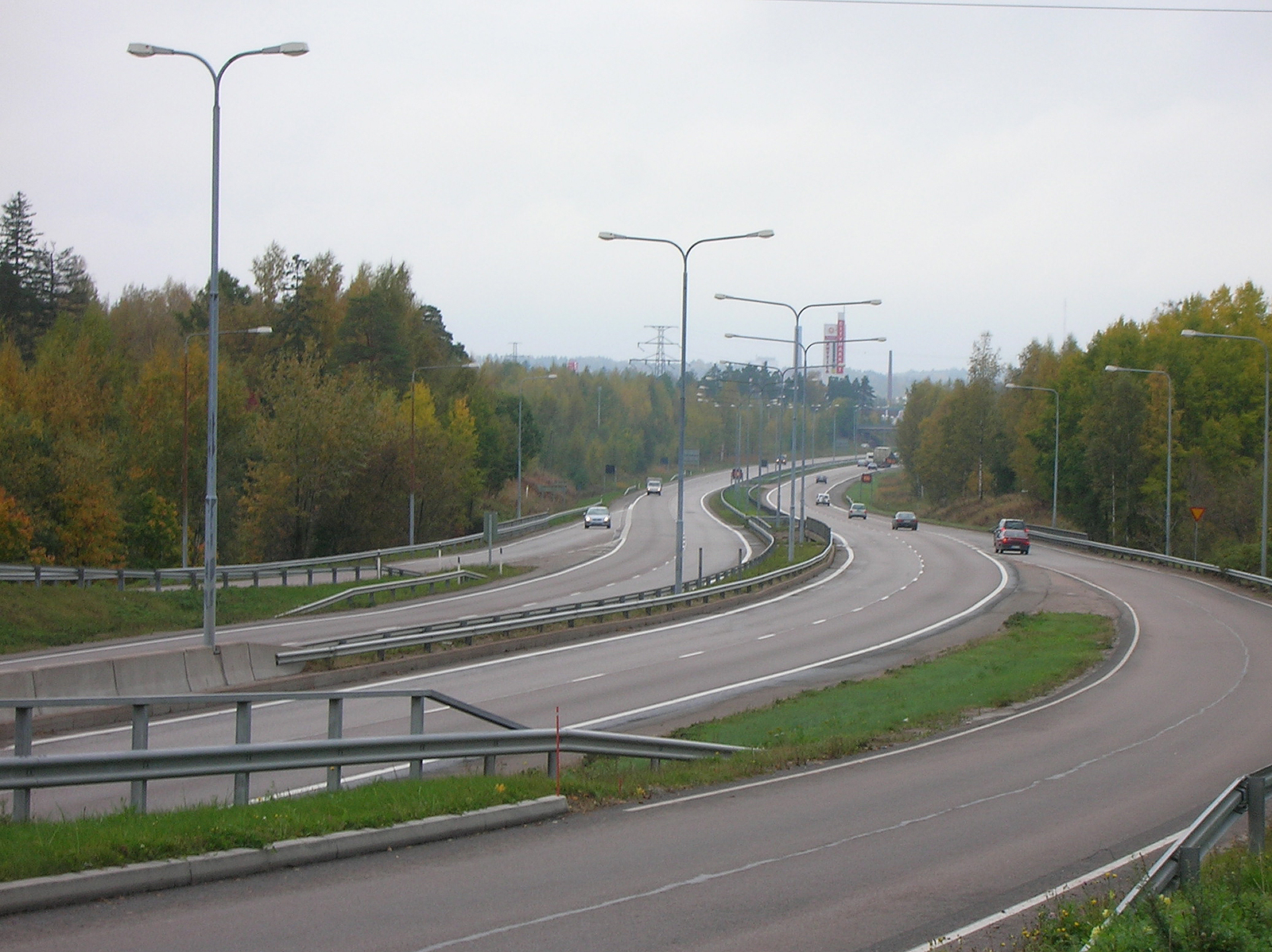
Die Staatsstraße 7 in Kotka